# Keleti harc
A Keleti harc (eredeti cím: No Way Back) 1995-ben bemutatott amerikai akciófilm, amelyet Frank A. Cappello írt és rendezett. A főszerepben Russell Crowe, Helen Slater és Etsushi Toyokawa látható. A filmet 1996-ban mutatták be az Egyesült Államokban.
Egy FBI akció balul sül el, Zack társa meghal, a felelős megkeresése a japán jakuzához vezet. Egy maffiafőnök bosszút akar állni a fia haláláért, és Zack a célpontja.

## Cselekmény
Röviddel azután, hogy egy japán férfit baseballütővel halálra ver a radikális jobboldali utcai banda, a Scalp, az FBI ügynöke, Zack Grant megpróbál becsempészni egy japán nőt, Seiko Kobayashit a Scalp vezetőjének, Victor Serlanónak a házába prostituáltként. De ahelyett, hogy egyszerűen elhelyezne egy mikrofont a hotelszobában, a nő előveszi a fegyverét, és Victoron kívül az összes testőrt megöli, mielőtt a halálba veti magát. Mivel Zack vezette a műveletet, és a korábbi kudarcok miatt rossz formában van, hamarosan kirúgják. Ahhoz, hogy megmentse az állását, sikert kellene felmutatnia. Gyorsan nekilát, hogy kiderítse, miért ért véget egy ilyen tisztességes és ígéretes FBI-karrier egy ámokfutásban. Amikor kapcsolatot talál a New York City-ben élő Yuji Kobayashi jakuzával, oda utazik Gim Takakura ügynökkel, és műkereskedőként beépül. De az üzlet balul sül el, Gim meghal, a rejtekhelyet megrohamozzák a skalpok, és Zack elrabolja Yujit.
Menekülés közben Zack kap egy hívást Victor apjától, Frank Serlanótól. Korábban bosszút esküdött, és most Yujit követeli, különben Zack fia, Eric maga is meghal. Igazából a karrierjét akarta megmenteni, de ehelyett elfogadja az ajánlatot, és Yujival együtt Los Angelesbe repül. Amikor Yuji tudomást szerez az üzletről, megragadja az első alkalmat, elfoglalja a pilótafülkét, és kényszeríti a gépet, hogy kényszerleszállást hajtson végre Arizonában. A fiatal légiutas-kísérővel Maryvel túszként a sivatagba menekül. Zack egy kabrióban követi őt, valamint Serlano embereit. Útközben Serlano emberei nemcsak Maryt, hanem Zacket és Yujit is elviszik, akiknek az autója elakadt vagy felrobbant. Az Eagle Rockba mennek, hogy átadják Yujit a Scalpsnak. Ott azonban leszámolásra kerül sor, amibe az FBI és a jakuza is belekeveredik, így egymásra lőnek, Zack, Mary és Yuji pedig sikeresen elmenekül.
Zack ezután találkozóhelyet szervez Serlanóval, ahol kicserélheti Yujit a fiára. A Boston melletti Griffith-tóhoz kell eljutniuk. Az éjszakai út során azonban egy rendőrjárőr megállítja őket, és mindhármukat letartóztatja. A rendőrségi rádión keresztül Serlano emberei meghallják, és megtámadják az autót, megölve a rendőrt. A puskával, amit Yuji magához vesz, megöli Serlano összes emberét, és elmondja Zacknek, hogy Seiko a húga volt, és bosszúból ölte meg Victort, mert korábban az apját, a jakuza keresztapját az embereivel ölette meg. De beleegyezik abba is, hogy bosszút álljon Serlanón. Másnap reggel nyolc óra körül mindhárman különböző irányból támadnak. Míg Mary eltereli a legtöbb őr figyelmét, Yuji utána lelövi őket, Zack felúszik Serlano csónakjához, hogy kiszabadítsa a fiát. Amikor Serlano ezt meghallja, Eric-et emberi pajzsnak maga elé veszi. Yuji lelövi, mire Serlano magával rántja Eriket a tóba. Zack beugrik, és éppen csak sikerül megmentenie Eric-et a fulladástól.

## Szereposztás
| Szerep                            | Színész             | Magyar hangja (1. szinkron) |
| --------------------------------- | ------------------- | --------------------------- |
| Zack Grant FBI-ügynök             | Russell Crowe       | Csankó Zoltán               |
| Mary                              | Helen Slater        | Balogh Erika                |
| Yuji Kobayashi, jakuza bérgyilkos | Etsushi Toyokawa    | Pusztaszeri Kornél          |
| Frank Serlano                     | Michael Lerner      | Rajhona Ádám                |
| Tetsuro                           | Kyūsaku Shimada     | ?                           |
| Seiko Kobayashi                   | Kelly Hu            | Madarász Éva                |
| Eric Grant                        | Andrew J. Ferchland | Szalay Csongor              |
| Victor Serlano                    | Ian Ziering         | Fazekas István              |
| Gim Takakura FBI-ügynök           | François Chau       | ?                           |
| Emily Fukes FBI-parancsnok        | Caroline Lagerfelt  | Zsolnai Júlia               |

## Fordítás
- Ez a szócikk részben vagy egészben  a   No Way Back (1995 film) című angol Wikipédia-szócikk fordításán alapul.  Az eredeti cikk szerkesztőit annak laptörténete sorolja fel. Ez a jelzés csupán a megfogalmazás eredetét és a szerzői jogokat jelzi, nem szolgál a cikkben szereplő információk forrásmegjelöléseként.
- Ez a szócikk részben vagy egészben  a   Das Yakuza-Kartell című német Wikipédia-szócikk fordításán alapul.  Az eredeti cikk szerkesztőit annak laptörténete sorolja fel. Ez a jelzés csupán a megfogalmazás eredetét és a szerzői jogokat jelzi, nem szolgál a cikkben szereplő információk forrásmegjelöléseként.